# Saint-André-de-Bâgé
Saint-André-de-Bâgé è un comune francese di 577 abitanti situato nel dipartimento dell'Ain della regione dell'Alvernia-Rodano-Alpi.

## Società

### Evoluzione demografica
Abitanti censiti